# 新墨西哥礦業及科技學院
新墨西哥矿业理工学院（New Mexico Institute of Mining and Technology，簡稱：New Mexico Tech，原稱：New Mexico School of Mines）位於美國新墨西哥州索科羅 (新墨西哥州)的一所小型理工類公立大學，創立於1889年。該學院在2015年《美國新聞與世界報道》的“西部地區”排名中列在第23位。

## 专业设置

### 本科专业
- 生物
- 化学
- 计算机
- 土木工程
- 环境工程
- 电子工程
- 数学
- 机械工程
- 物理
- 心理学
- 石油工程
- 技术管理
- 其他

### 硕士专业
- 生物
- 生物化学
- 化学
- 电子工程
- 工程机械
- 数学
- 物理
- 计算机
- 石油工程
- 科学材料工程
- 其他

## 排名信息
- 全美前50本科毕业生获得科学博士学位的学校（名列第15名）[2]
- 水文地质专业全美第4 [3]；
- 石油工程专业全美第10 [4]；
- 材料工程专业全美第68 [5];